# Егоров, Виктор Николаевич (политик)
Виктор Николаевич Егоров (род. 2 августа 1949, Мезиновский, Владимирская область)— главный менеджер департамента по взаимодействию с правительством АО "ФНБ «Самрук-Казына».

## Образование
Московская академия труда и социальных отношений (1992), экономист; Алматинский государственный университет им. Абая (1998), юрист.

## Семья
Жена: Егорова Нина Михайловна
Дети: дочери — Наталья Егорова (1971 г.р.), Антонина Кулакова (1987 г.р.); сын — Максим Егоров (1974 г.р.)

## Выборные должности, депутатство
1. Кандидат в депутаты Верховного Совета Республики Казахстан 13-го созыва (1994);
2. Депутат Мажилиса Парламента Республики Казахстан 1-го созыва (1995—1999), член Комитета по экономической реформе, финансам и бюджету (1996—1999);
3. Депутат Мажилиса Парламента Республики Казахстан 2-го созыва (1999—2004), член Комитета по финансам и бюджету, руководитель депутатской группы «Енбек» (10.1999-11.2004);
4. Депутат Мажилиса Парламента Республики Казахстан 3-го созыва (от избирательного округа № 29 Восточно-Казахстанской области от блока «АИСТ»), (19.09.2004-2007), член депутатской группы Парламента Республики Казахстан по народонаселению и развитию «Отбасы», член депутатской группы Парламента Республики Казахстан «Ауыл», член депутатской фракции Народно-демократической партии «НУР ОТАН».
Работал контролёром ОТК Муромского приборостроительного завода (1966); плавильщиком, инженером-экономистом, ведущим инженером-экономистом УКСЦК (1967—1996); Главным менеджером департамента по взаимодействию с правительством АО «ФНБ „Самрук-Казына“» (с 12.2008)

## Научные, литературные труды, публикации
Автор статей и публикаций: «Парламент: борьба за бюджет», «Парламентарии: взгляды и позиции» и др.

## Награды
- Орден «Содружество» (30 мая 2007 года, Межпарламентская ассамблея СНГ) — за активное участие в деятельности Межпарламентской Ассамблеи и её органов, вклад в укрепление дружбы между народами государств — участников Содружества[2].